# Duração do dia
A duração do dia definida a partir da subdivisão do tempo terrestre tomando-se como referência o Sol é de 24 horas.

## Dia solar
O dia solar utiliza o Sol como referência para a determinação do tempo. Nele os dias são divididos em 24 horas tomando-se como base, por exemplo, o momento em que o Sol atinge a posição máxima em relação a uma linha vertical, definindo esse momento como meio-dia. No dia solar as horas subdivididas 60 minutos e os minutos subdivididos 60 segundos, sendo a referência dos relógios, que podem admitir frações de segundo. Em minutos o dia na Terra dura 1440 min em segundos dura 86 400 s.

## Dia sideral
O dia sideral (rotação) utiliza as estrelas como referência para a determinação do tempo. Devido ao movimento de translação da Terra ao redor do Sol, a duração do dia sideral não coincide com a do dia solar. Entre uma noite e outra a Terra percorre um trecho de sua órbita em torno do Sol. Um dia sideral do ano é consequência do movimento de translação. Se, em um ano, um dia solar se deve ao movimento de rotação da Terra, em um dia sideral, 0.274% dele se deverá ao movimento de translação. Considerando-se um dia solar de 24 horas, ou 1440 minutos, 3,94 minutos seriam consequência do movimento de translação e 23 horas, 56 minutos e 4 segundos consequência do movimento de rotação. A rotação (dia sideral) tem duração menor que a duração de um dia solar. Uma estrela observada numa linha perpendicular ao eixo de rotação da Terra às 00:00 de uma noite será observada, aproximadamente, na mesma linha perpendicular às 23:56:04 na noite seguinte, após uma rotação. Entretanto, durante esta rotação a Terra terá "caminhado" um pouco na sua órbita ao redor do Sol, esta é a diferença entre o dia solar e sideral. O dia sideral médio, considerando as variações elípticas da órbita da Terra, é de 23 horas, 56 minutos e 4 segundos. O dia sideral médio pondera pequenas diferenças que ocorrem durante o afélio da Terra, onde o dia sideral é maior pois a velocidade angular de translação da Terra é menor, e vice-versa durante o perélio, quando a Terra está mais próxima do Sol e a velocidade angular de translação é maior.

## Relação do Dia Solar e do Dia Sideral
1 dia solar = 1 dia sideral + um dia solar/365

## Dia biológico humano
Pesquisas modernas em ambientes controlados mostram que o ritmo circadiano humano, responsável pela percepção da duração biológica do dia e da noite em adultos, é ligeiramente maior que 24 horas em média. Em estudo conduzido por Czeisler et al em Harvard, o dia biológico humano em adultos saudáveis foi estimado em 24 horas e 11 minutos (± 16 minutos). O relógio biológico humano adapta-se automaticamente com a referência da luz solar regida pelo período de 24 horas.

## Duração do dia e da noite
Apesar de no âmbito comum ser algumas vezes frequente considerar que o dia e a noite têm períodos iguais de 12 horas, essa característica somente acontece na linha do equador (em todas as estações do ano) e no equinócio, que ocorre 2 vezes por ano, e onde os dias e as noites têm períodos iguais em todas as regiões da Terra. Para regiões afastadas da linha do equador e em datas afastadas do equinócio, a variação da duração dos dias e das noites é significativa ao longo do ano. Os solstícios de inverno e verão podem ser definidos a partir dos dias mais curtos e mais longos, respectivamente. Os equinócios e solstícios demarcam o início das estações do ano (verão, outono, inverno e primavera) e podem ser obtidos através da duração do dia solar, medido a partir do momento em que metade do Sol cruza o horizonte na nascente e o momento em que cruza o poente, à exceção se o observador estiver na linha do equador.

## Cálculo da duração do dia
A duração do dia e da noite pode ser calculada através da latitude e do dia do ano de interesse:
{\displaystyle T_{d}={\frac {2}{15}}\cdot \arccos \left(\min \left(\max(-\tan \phi \cdot \tan \delta ,-1),1\right)\right)}
onde
- {\displaystyle T_{d}} é a duração do dia, em horas. A duração da noite é correspondente a {\displaystyle T_{n}=24-T_{d}}
- {\displaystyle \phi } é a latitude do local. Observe que o sinal deve ser negativo em cálculos considerando o hemisfério sul.
- {\displaystyle \delta } é a declinação do local na data de interesse
- Observação: as funções mínimo e máximo compatibilizam latitudes elevadas pertencentes aos círculos polares, onde os dias e as noites podem durar 24 horas ininterruptas dependendo da estação do ano.

A declinação, por sua vez, pode ser aproximada, desconsiderando-se as variações da elipsidade da órbita terrestre por:
{\displaystyle \delta =23,45\cdot \operatorname {sen} \left({\frac {360}{365}}\cdot {(284+n)}\right)}, com ângulos medidos em graus.
onde
- {\displaystyle n} é o número do dia de interesse no ano (1.º/jan = 1; 31/dez = 365 ou 366, se bissexto).
- Observação: o valor 284 é uma referência, em dias, para o ajuste de fase de predição matemática da translação da Terra ao redor do Sol; o valor 23,45° é uma aproximação da inclinação do eixo de rotação terrestre em relação ao plano de órbita de translação, que define as latitudes dos trópicos de Câncer e Capricórnio e dos círculos polares Ártico e Antártico.

Apesar de não considerar as variações do tempo astronômico, sobretudo com relação à elipsidade da órbita terrestre que não subdivide as estações no ano em períodos perfeitamente iguais, a fórmula é uma boa aproximação para o cálculo da duração dos dias e das noites em qualquer localidade e data na Terra. Há de se ponderar, contudo, que a fórmula não é precisa para obter as datas de equinócios e de solstícios: no hemisfério sul a fórmula prevê o equinócio de outono com 3 dias de atraso, o solstício de inverno com 6 dias de atraso, o equinócio de primavera com 10 dias de atraso e o solstício de verão com 9 dias de atraso.

## Duração do Ano
De forma análoga ao cálculo do dia e da noite calcula-se a duração do ano. Para a duração do ano terrestre são considerados:
- Ano sideral, que corresponde ao período de revolução da Terra em torno do Sol, tomando as estrelas como referência até que a Terra ocupe a mesma posição de translação ao redor do Sol. Seu comprimento é de 365,2564 dias solares médios, ou 365 d 06h 09 min 13 s.
- Ano tropical, que corresponde ao período de revolução da Terra em torno do Sol com relação ao Equinócio Vernal, ou seja, o equinócio de primavera no hemisfério norte. Seu comprimento é 365,2422 dias solares médios, ou 365 d 05h 48 min 46 s. Como a Terra possui um período de rotação que não é um múltiplo exato do período de translação, o ano tropical é levemente menor do que o ano sideral. O calendário gregoriano rege-se no ano tropical para a determinação dos anos bissextos.